# Come in un film
Come in un film – singel zespołu Modà wykonywany wspólnie z Emmą Marrone, wydany 12 grudnia 2014 i promujący album 2004–2014 – L’originale.
Singel był notowany na 93. miejscu na oficjalnej liście sprzedaży we Włoszech.
W dniu premiery singla ukazał się także teledysk do utworu, wyprodukowany przez Run Multimedia i wyreżyserowany przez Gaetano Morbioli’ego.

## Lista utworów
Promo, digital download
1. „Come in un film” – 3:53

## Notowania
| Kraj   | Notowanie (2014)                        | Najwyższa pozycja |
| ------ | --------------------------------------- | ----------------- |
| Włochy | Federazione Industria Musicale Italiana | 93                |